# Slobozia (Deleni), Iași
Slobozia este un sat în comuna Deleni din județul Iași, Moldova, România.
Biserica „Sf. M. M. Gheorghe” din sat, construită de familia Ghica, sărbătorește hramul anual pe 23 aprilie.